# Edificio del ex Hotel Mundial
El edificio del ex Hotel Mundial es un edificio de Santiago de Chile, que tiene la categoría de monumento nacional. Ubicado en un terreno triangular, el edificio fue encargado por la Compañía de Seguros La Mundial, y construido entre 1920 y 1923. En 1935, el edificio fue arrendado, y funcionó como hotel —conocido como "Hotel Mundial"— hasta 1975, siendo convertido en sucursal del Banco de Santiago en 1978.
El edificio presenta un estilo arquitectónico similar a los edificios de la Bolsa de Comercio de Santiago y el Club de La Unión, todos localizados en la misma zona que el edificio del ex Hotel Mundial, así como el Edificio Ariztía, ubicados a un costado del Paseo Ahumada, hacia el este, y la Alameda hacia el sur. La esquina principal del edificio tiene una estructura cilíndrica, la cual está adornada con pilastras y encabezada por una cúpula.
Actualmente alberga oficinas de la Academia Diplomática.